# Poupa
Poupa (Upupa sp.), ou boubela, poupão, poupa-pão e poupinha, é o nome comum dado às três espécies de aves upupiformes pertencentes à família Upupidae e género Upupa. A distribuição geográfica das poupas é vasta e inclui todo o Velho Mundo, desde a Europa às zonas tropicais da Ilha do Porto Santo (Região Autónoma da Madeira). Em Portugal, a poupa pode ser observada em todo o território continental e no arquipélago da Madeira. Sabe-se que algumas populações são nómadas, mas o seu estatuto de ave residente ou migratória é ainda indefinido. 

## Características e Habitat
A poupa é uma ave de médio porte, com 25–27 cm de comprimento, cerca de 50 cm de envergadura e cauda relativamente longa. A plumagem é acastanhada, sendo as asas pretas e brancas e a cauda preta. A poupa pontiaguda que lhe dá o nome é bem visível quando erecta. O bico é longo e recurvado e as patas são acinzentadas e curtas. O seu canto é um característico hoop-hoop-hoop que pode ser repetido ao longo de vários minutos. 
O seu habitat preferencial é a savana africana e zonas de vegetação rasteira na Europa e Ásia, sendo também relativamente comum em zonas agrícolas. A poupa alimenta-se de insectos e suas larvas, bem como de minhocas e outros anelídeos terrestres, pequenos anfíbios e por vezes pequenas cobras. Embora prefira alimentar-se no solo, é também capaz de caçar insectos em voo. 

## Reprodução
A época de reprodução decorre entre Agosto e Outubro, dependendo da distribuição geográfica. Cada postura contém 2 a 6 ovos de cor azul-esverdeada. Os juvenis chocam ao fim de cerca de 17 dias de incubação, da responsabilidade exclusiva da fêmea, e permanecem no ninho durante cerca de um mês, recebendo os cuidados parentais de ambos os progenitores. A principal característica dos ninhos das poupas, construídos em cavidades de árvore, é talvez o seu cheiro fétido, extremamente desagradável. O mau cheiro não se deve a falta de higiene no ninho, pois é sabido que a fêmea o limpa cuidadosamente de todos os detritos, mas representa uma estratégia contra predadores. A fêmea e os juvenis desta espécie possuem uma glândula uropigial, capaz de segregar o líquido responsável pelo mau cheiro, que é expelido em caso de ameaça. 

## Conservação
O estado de conservação da poupa é seguro, mas a espécie encontra-se em regressão na Europa. No último século desapareceu da Suécia, Holanda, Bélgica e grande parte da Alemanha, sobretudo devido à alteração das práticas agrícolas e à introdução do uso de insecticidas. 
Segundo a classificação tradicional da classe Aves, a família Upupidae integrava-se na ordem Coraciiformes.

## Espécies
O género Upupa compreende 4 espécies, das quais uma se encontra extinta. 
- Poupa-africana (Upupa africana)
- Poupa-gigante (Upupa antaios) †
- Poupa-eurasiática ou "poupa-comum" (Upupa epops)
- Poupa-malgaxe (Upupa marginata)